# La Mediana de Argüello
La Mediana de Argüello fue una comarca tradicional del norte de la provincia de León en España, en concreto de la parte central de la cordillera Cantábrica, que conforma junto con La Tercia del Camino y Valdelugueros, la Hermandad de los Argüellos. Se extiende a lo largo de un valle principal y varios secundarios. 
Estaba formada por el actual ayuntamiento de Cármenes y una pequeña parte del de Vegacervera.
En la comarca de La Mediana, el paisaje es el típico de un valle de la montaña de León,  bañada de norte a sur por el río Torío, que nace en las cercanías del Puerto de Piedrafita, siendo sus principales afluentes el río Valverdín y el río Canseco.
Sus habitantes se dedicaron principalmente a la ganadería y a la minería.

## Historia

### Prehistoria
Entre los pueblos de Cármenes y Villamanín se encuentra el yacimiento de la Mina de la Profunda. Esta es una cueva cercana a la capital del municipio, dentro de su límite municipal, de La Mediana de Argüello en la que, hasta el siglo pasado se estuvo sacando mineral de cobre. Según los estudios de los prehistoriadores Ana Isabel Neira Campos, Eduardo Alonso Herrero, Roberto Matías Rodríguez, Natividad Fuertes Prieto, Lucía Pérez Ortiz y Felipe San Román Fernández, esta cueva muestra evidencias de extracción del metal de época prehistórica, siendo la principal evidencia las bóvedas excavadas con instrumental lítico, tanto en las galerías cercanas al exterior como en el denominado Socavón Sanz a 1410 metros de altitud con variedad de cámaras y conductos primitivos. Se propuso que esta mina prehistórica fue explotada en dos momentos del Neolítico: una primera en el Calcolítico y una segunda en el Bronce Final, pero posteriores hallazgos permitieron establecer cronologías calibradas del ca. 2700-2490 cal. a. C. En el Museo Geominero  del Instituto Geológico y Minero de España aparecieron dos fragmentos de asta y un fragmento de tibia de Cervus elaphus y otro de cuerno de Capra hircus datados por medio del carbono14 entre el siglo XXVI y el siglo XXIII a. C..

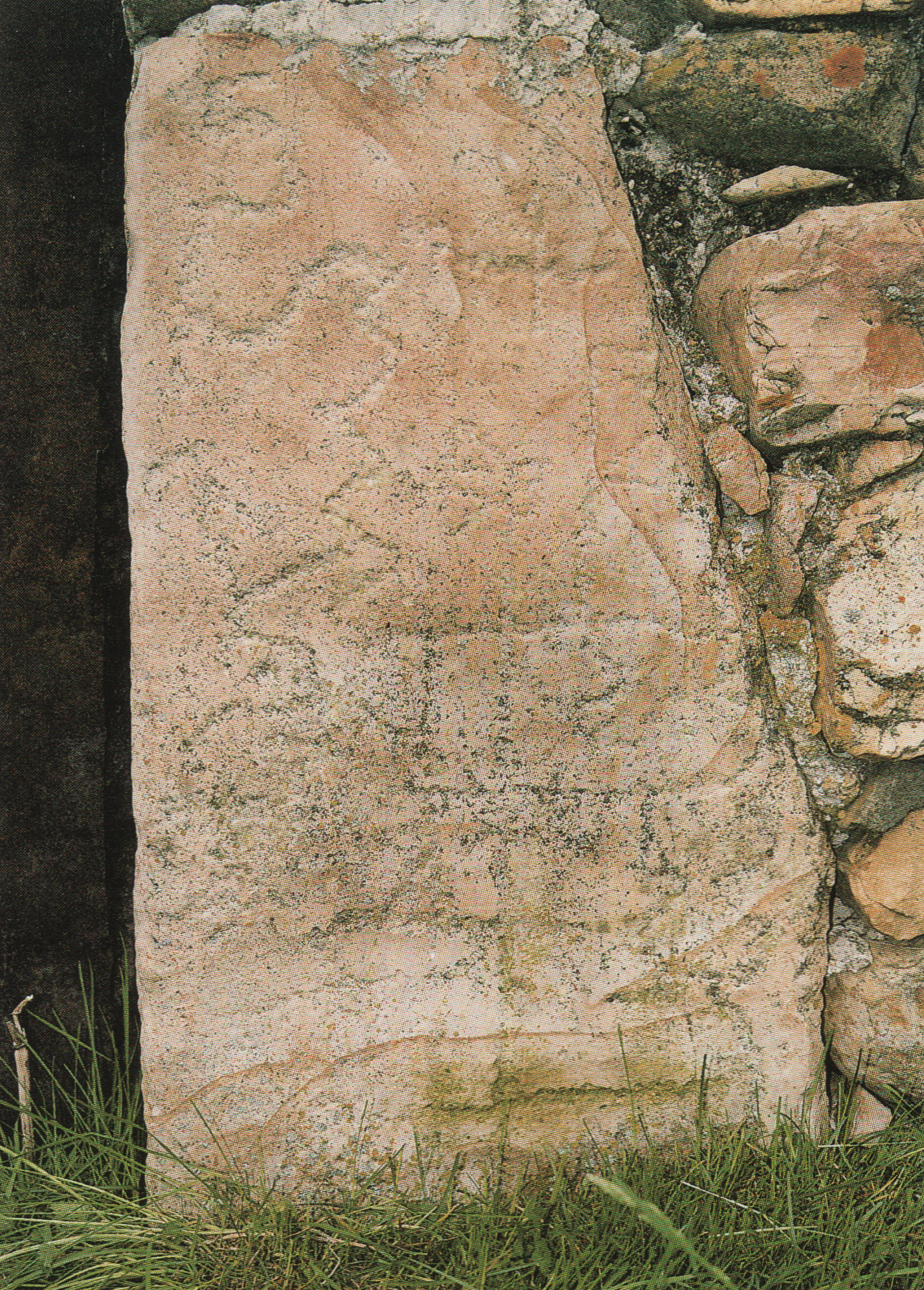
Piedra con dibujos prerromanos
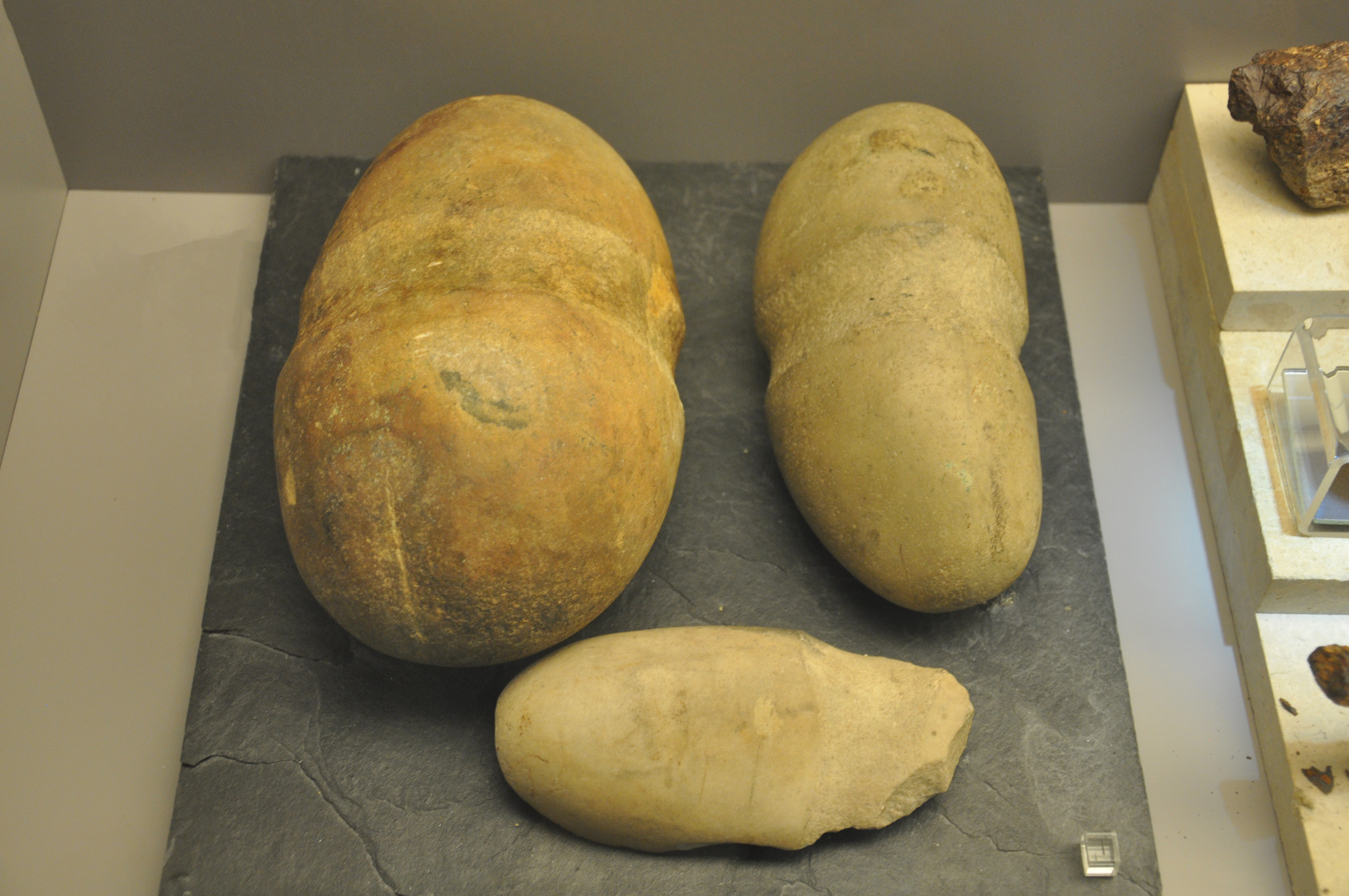
Mazas de la Mina de La Profunda de la Edad del Bronce Antiguo, 2.500-2.000 a.C.
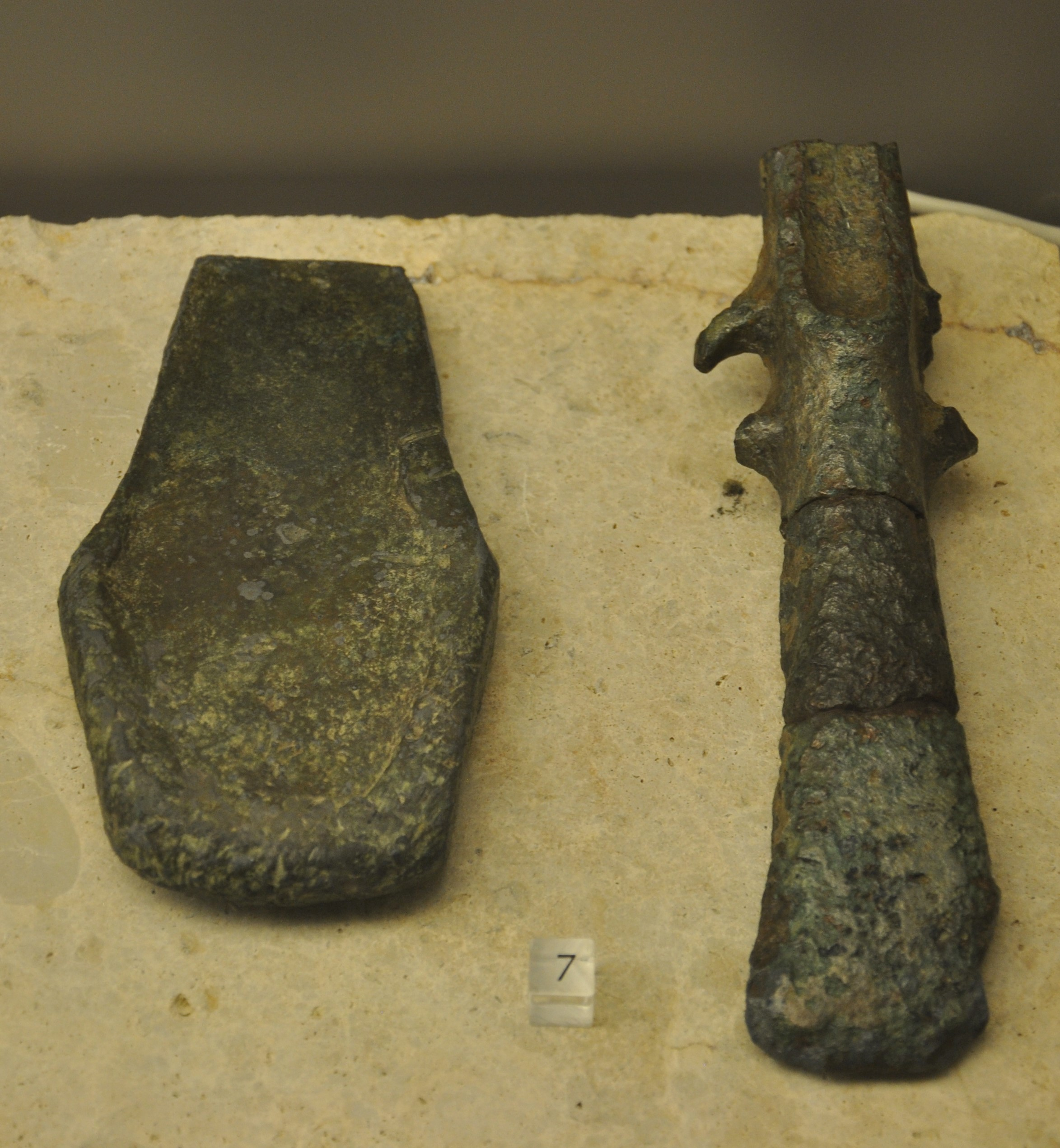
Hacha de talón y doble anilla y posible lingote de la mina de La Profunda, Cármenes (2.500 - 2.000 a.C.)
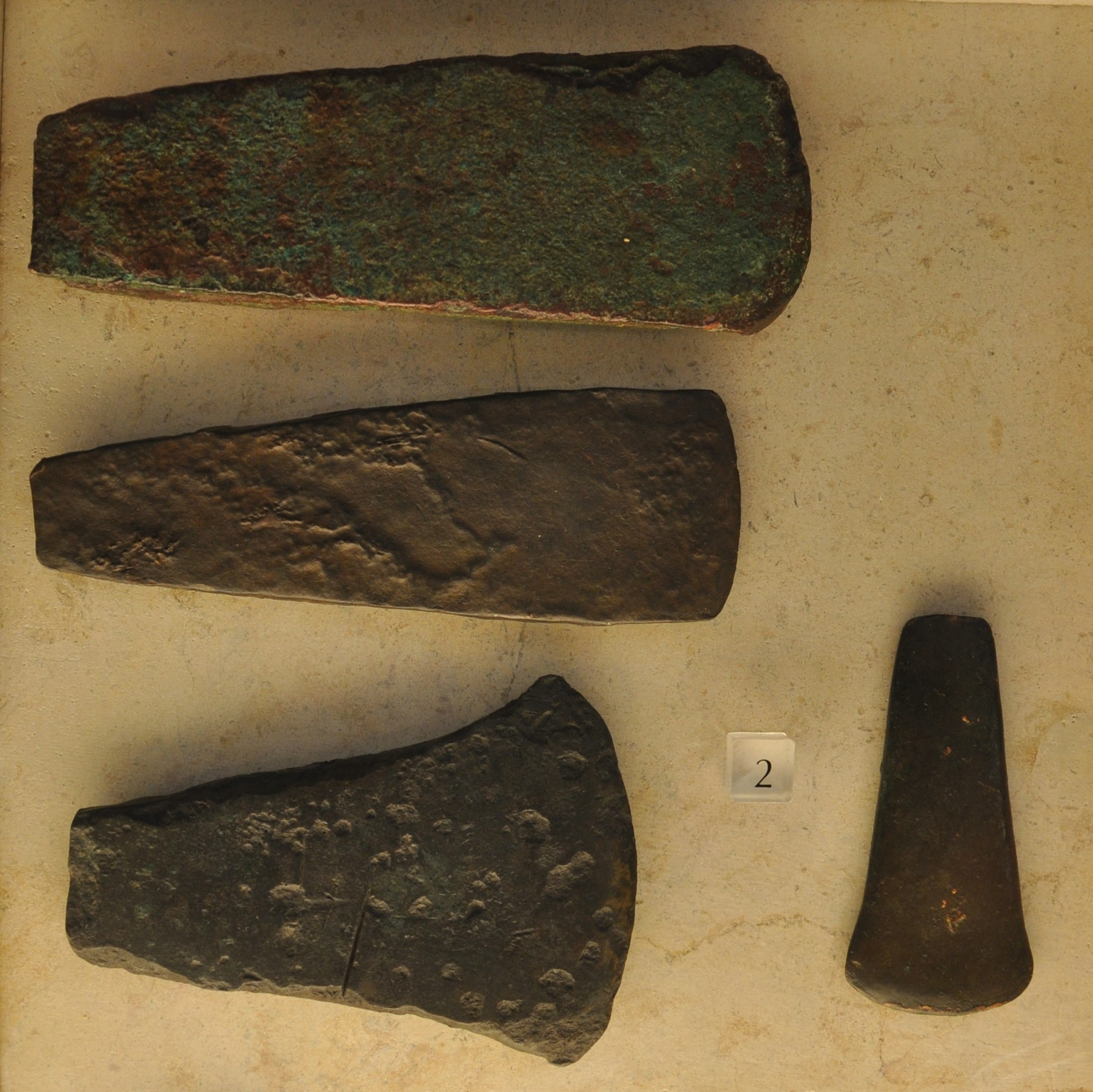
Hacha plana de cobre de Genicera (centro) del 2.300 - 2.000 a.C.

Con posterioridad, ya en los periodos que se podrían incluir en la Cultura de La Tène, se establecerían una serie de asentamientos célticos como fueron los astures o cántabros. De todos ellos, quienes se establecieron hasta la llegada del Imperio Romano fueron seguramente unos de los habitantes de la Cultura Vadiniense, los viancios, quienes se fueron relacionando con los romanos hasta finales de la Edad Antigua.

### Edad Antigua

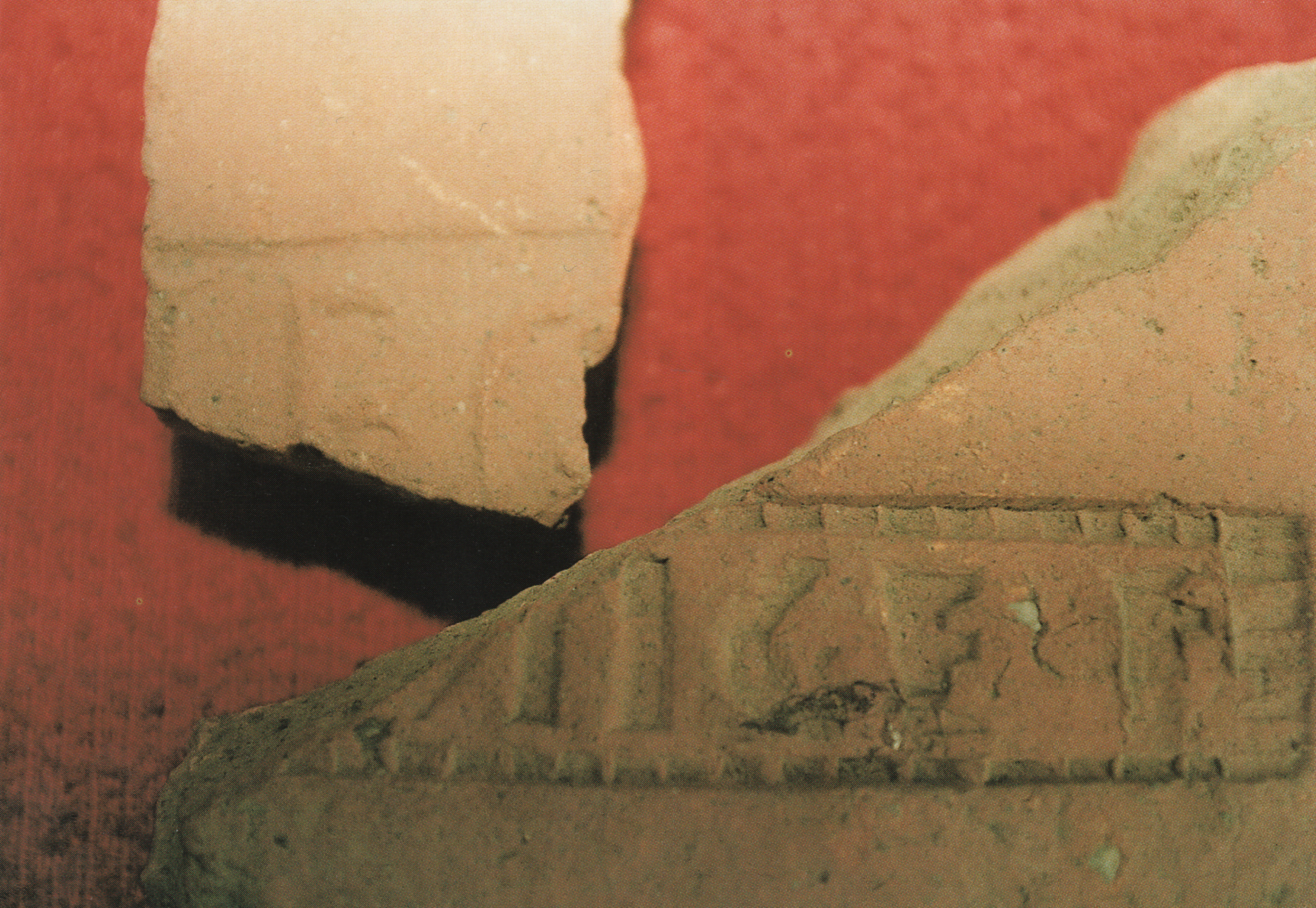
Tégula romana de la Legio VII de la Mina de la Profunda

Tras las  guerras asturcántabras, el territorio de Los Argüellos comenzó a formar parte del Imperio Romano. En las excavaciones de la Mina de la Profunda y sus cercanías, se encontraron restos de arcilla romana, ánforas, monedas y ladrillos, entre ellos, una tégula con la inscripción VII G E.
En esta zona todavía habitaron los viancios hasta alcanzado el siglo IV, pues según los estudios del epigrafista Joaquín María de Navascués, se dató una estela funeraria hallada en uno de los prados de esta localidad entre los últimos años del siglo II y mediados del IV,  que dice lo siguiente:

DI[BUS] MA[NIBUS] S[ACRUM]. M / ONIMEN[TUM] / 3 ALLAE VI/ANCIOR[UM] / ATI[LIA] PRO[CULA] / 6 AN[ORUM) XX / MAM[MA] S[UA] P[OSUIT]
Consagrado a los dioses manes. El monumento dedicado a Alla, de la gente de los viancios, fallecida de veinte años, lo puso Atilia Prócula su nodriza

Dicho epitafio hallado en el camino que llaman Moru Quil, comienza con la inscripción romana dis manibus sacrum y continúa hablando de Alla, una mujer viancia. Esta estela constituye un ciclo epigráfico con personalidad propia e independiente elaborada de una forma muy cuidada, exquisitamente labrada, siendo para dicho epigrafista la más cuidada entre las estelas viancias.
Tanto los viancios como posteriormente los romanos, tendrían por localidad el antiguo poblado al que se le denomina Bustefrades (proveniente del latín bustum), también en término de Cármenes, que según la tradición popular, es donde se situaba el mismo lugar que posteriormente derivaría en Cármen de Arriba.
Este lugar de Bustefrades guarda importancia en su nombre, ya que la propia etimología de la palabra muestra en su raíz bustum el hecho de que esta comarca era un lugar enclavado en un frondoso bosque, como se ve en otros topónimos de la comarca, haciéndose patente el proceso roturador de estas gentes.
Las tribus de viancios que quedaron en estos parajes pudieron permanecer todavía durante el siglo V como muestran restos de arcilla encontradas en las cuevas de Canseco. Estas, vienen definidas por el historiador leonés José Avelino Gutiérrez González como cerámicas visigóticas tardorromanas de pasta gris, hechas a mano en tornos lentos, de mala cocción, toscas, aunque pueden también ser de épocas posteriores debido a un escaso desarrollo tecnológico. Igualmente, estas podrían ser posteriores, de fenómenos de tipo heremítico o monacal de tradición visigótica o bien podría ser un asentamiento de carácter laico, pero los parecidos son mayores con piezas tardorromanas.

### Edad Media
La comarca  de Los Argüellos en su origen debió ser una sola entidad, ya que en el arca de Cármenes, en la que se guardaban los privilegios y escrituras, se conservaba un ejemplar de las leyes generales, teniendo los tres concejos que conforman hoy la comarca una sola arca común, siendo por tanto muy lógico pensar que lo que ahora son tres términos municipales fue en origen un solo concejo estableciéndose aquí la capital.

### Edad Moderna

#### Alta Edad Moderna
En el capítulo XIX de la Pragmática de 1500, Isabel la Católica manda hacer en Cármenes así como en el resto del territorio español un arca cerrada con tres llaves para guardar todas las actas y documentos oficiales, en este caso, una llave por cada tercia. En ella se dice que:

Y otrosí que hagan un arca donde estén los privilegios y escrituras del Concejo á buen recaudo, que á lo menos tenga tres llaves, que la una tenga la Justicia, y la otra uno de los Regidores, y la otra el Escribano del concejo, de manera que no se puedan sacar de allí. Y que cuando hobiere necesidad de sacar alguna escritura, la saque la Justicia y Regidores; y que aquel á quien la entregasen se obligue de tornarla dentro de cierto término , y dé conoscimiento dello y quede en el arca del concejo; y que el Escribano del concejo tenga cargo de solicitar que se torne; el qual Escribano haga hacer los libros que tenemos mandado que se hagan, según y como se contiene en la ley siguiente, y ejecute la pena en ella contenida, y haga que en la dicha arca estén las Partidas y las leyes del Fuero, y este nuestro libro, y las más leyes y pragmáticas, porque debiéndolas, mejor se pueda guardar lo contenido en ellas

Duró este arca hasta 1937, cuando en la Guerra civil española se quemó junto con los archivos de Genicera, Canseco o los de la parroquia y escuela de Cármenes con un amplio conjunto de documentos como que incluían bulas, privilegios reales, ordenanzas, reconocimientos de hidalguía, libros de registro, etc. Se desconoce por tanto la fecha en la que fue establecida la capital. Además, según los escritos de Elías López Morán, en una carta enviada por el alcalde de Valdepiélago, esta arca contenía «entre otras cosas, las argollas y la porra de oro con que las justicias antiguas castigaban á los delincuentes».

#### Baja Edad Moderna
En la reforma de las ordenanzas de Cármenes de 1788, Elías López Moran habla de que se trataba a la localidad de Argüellos de Pobladura con gran respeto por todos los argollanos ya que, habla de ella como la casa madre de La Tercia del Camino, donde aparecía escrito este especial trato «por haber sido casa antigua» 
De las ordenanzas, estudiadas algunas de ellas por Elías López Moran, la referida a la elección de regidores, se realizaba en la capital, en Cármenes, donde se dice que:

Asimismo ordenamos, conforme á las ordenanzas antiguas, que en el primer dia del mes de Enero de cada un año se hayan de nombrar los Regidores, uno del barrio de arriba y otro en el barrio de abajo, y éstos hayan de ser nombrados á repique de campana tañida por los Regidores que salen, y tengan obligación todos los vecinos que estuvieren á misa en aquel dia de asistir á concejo, bajo la pena de dos reales; y juntos en su concejo, el Regidor que va á salir tiene obligación de dar dos ramos á los dos hombres más viejos que se hallen en dicho concejo para que nombren dos Regidores, en cada barrio el suyo, como también dichos viejos hayan de ser cada uno de su barrio, como es uso, uno de encima la villa a y otro de abajo la villa , y los que éstos elijan y nombren por Regidores, los aceten sin resistencia alguna, bajo la pena de diez reales, y exigida ésta, resistiéndose á ello, se les execute en treinta reales y lo aceten sin excusa alguna.

Será a partir de 1835 cuando quede todo este sistema consuetudinario quede definitivamente en desuso con el Real Decreto del Estatuto Real, estableciéndose que «no hay más autoridad administrativa dentro del municipio que el alcalde y el ayuntamiento».